# Polybotes
Polybotes (altgriechisch Πολυβώτης Polybṓtēs) ist in der griechischen Mythologie einer der Giganten, deren Eltern die Ur-Göttin Gaia und Uranos sind.
Polybotes kämpfte auf der Seite der Giganten, die von ihrer Mutter Gaia aufgewiegelt worden waren, gegen Zeus und die Götter des Olymps, um diese in den Tartaros zu stürzen. Er ist ein oft zitiertes Beispiel für Kraft und Kampfkunst. Dennoch verloren die Giganten. Nach dieser Schlacht wurde Polybotes von Poseidon über die Meere gejagt. Im griechischen Meer soll Poseidon mit seinem Dreizack ein Stück der Insel Kos abgebrochen, es auf Polybotes geworfen und diesen darunter begraben haben.
Einige Mythen erzählen, aus diesem nachgeschleuderten Bruchstück sei die Insel Nisyros entstanden und Polybotes sei darunter begraben, andere sagen Polybotes sei unter Kos selbst begraben.